# Liste des routes nationales du Mali
Les routes nationales sont, au Mali, des voies importantes qui traversent de larges portions du territoire, par opposition aux routes régionales et locales. Les 44 routes nationales totalisent 14 102 km, constituant 15,8 % du réseau routier malien.
Le Ministère des Transports et des Infrastructures (MTI) est chargé de la mise en œuvre de la politique nationale en matière de développement des infrastructures routières et des transports.

## Sécurité routière
La stratégie nationale de sécurité routière est publiée au journal officiel en novembre 2022. Il révèle des taux d'accident les plus élevés sur les RN 10 et RN 5. 

## Liste des routes nationales
Le réseau routier malien est constitué de 44 routes nationales.
| N°   | Parcours | Longueur |
| ---- | --- | -------- |
| N 1  | Sénégal (N 1) - Kayes - Diéma                                                                                | 362 km   |
| N 2  | Bafoulabé (N22) - Djibouria (N21) - Kéniéba (N24) - Faléa - Guinée                                           | 320 km   |
| N 3  | Mauritanie - Gogui - Nioro du Sahel - Diéma (N 1) - Bamako                                                   | 502 km   |
| N 4  | Mauritanie (N7) - Nara (N31) - Goumbou (N23) - Sagabala (N3)                                                 | 231 km   |
| N 5  | Bamako - Siby - Kourémalé - Guinée (N 6)                                                                     | 122 km   |
| N 6  | Bamako - Ségou (N33) - Bla (N12) - San (N13) - Sévaré (N15, N16) - Mopti                                     | 624 km   |
| N 7  | Bamako - Ouéléssébougou - Bougouni - Koumantou - Sikasso - Côte d'Ivoire                                     | 461 km   |
| N 8  | Guinée (N7) - Yanfolila - Bougouni (N7, N9)                                                                  | 113 km   |
| N 9  | Bougouni (N7, N8) - Manankoro - Côte d'Ivoire (A7)                                                           | 123 km   |
| N 10 | Sikasso (N7, N11) - Burkina Faso (N8)                                                                        | 46 km    |
| N 11 | Koutiala (N12) - Sikasso (N7, N10)                                                                           | 135 km   |
| N 12 | Bla (N6) - Koutiala (N11, N13) - Koury (N14) - Burkina Faso (N9)                                             | 179 km   |
| N 13 | San (N6) - Heremakono (N14) - Koutiala (N12)                                                                 | 126 km   |
| N 14 | Heremakono (N13) - Koury (N12)                                                                               | 79 km    |
| N 15 | Sévaré (N32, N6) - Bandiagara - Bankass (N37) - Koro - Burkina Faso (N2)                                     | 223 km   |
| N 16 | Konna (N6, N38) - Douentza (N39) - Gossi (N42) - Gao (N17, N18)                                              | km       |
| N 17 | Gao (N16, N18) - Ansongo (N20, N43) - Niger (RN1)                                                            | km       |
| N 18 | Gao (N16, N17) - Bourem (N33) - Anefis (N19) - Kidal (N44)                                                   | km       |
| N 19 | Anéfis (N18) - Tessalit (N41) - Algérie (N6)                                                                 | km       |
| N 20 | Ansongo (N17) - Ménaka (N44) - Niger                                                                         | km       |
| N 21 | Mauritanie - Kayes (N1, N22, N23) - Djibouria (N2)                                                           | 323 km   |
| N 22 | Kayes (N1, N21, N23) - Bafoulabé (N2) - Tambaga (N24)                                                        | 322 km   |
| N 23 | Kayes (N1, N21, N22) - Nioro du Sahel (N3, N25) - Goumbou (N4)                                               | 530 km   |
| N 24 | Sénégal - Kéniéba (N2) - Tambaga (N22) - Kita (N25) - Kati (N 3)                                             | 442 km   |
| N 25 | Nioro du Sahel (N3, N23) - Lakamané (N1) - Kita (N24)                                                        | km       |
| N 26 | Bamako (N3, N5, N7, N27) - Kangaba - Guinée                                                                  | 137 km   |
| N 27 | Bamako (N3, N5, N7, N26) - Koulikoro - Sirakorola (N29) - Banamba - Niono (N33)                              | 351 km   |
| N 28 | Ouélessébougou (N7) - Sélingué (R19)                                                                         | 57 km    |
| N 29 | Sirakorola (N27) - Ségou (N6, N33, N34)                                                                      | km       |
| N 30 | Fana (N6) - Koumantou (N7) - Kolondieba - Cote d'Ivoire (A5)                                                 | 401 km   |
| N 31 | Nara (N4) - Kourouma (N33) - Macina                                                                          | km       |
| N 32 | Sildé (N35, N36) - Mopti - Sévaré (N6, N15)                                                                  | 373 km   |
| N 33 | Ségou (N6, N29, N34) - Niono - Kourouma (N31) - Tonka (N38) - Goundam - Tombouctou (N39, N40) - Bourem (N18) | 1022 km  |
| N 34 | Ségou (N6, N29, N33) - Djenné - Sofara (N6)                                                                  | km       |
| N 35 | Ségou (N6, N29, N33) - Macina (N31) - Sildé (N32, N36) - Mopti (N32)                                         | km       |
| N 36 | Youwarou - Sildé (N32, N35)                                                                                  | km       |
| N 37 | Bankass (N15) - Burkina Faso                                                                                 | km       |
| N 38 | Tonka (N33) - Konna (N6)                                                                                     | km       |
| N 39 | Tombouctou (N33, N40) - Douentza (N6) - Burkina Faso (N22)                                                   | km       |
| N 40 | Taoudeni (N41) - Tombouctou (N33, N39)                                                                       | km       |
| N 41 | Mauritanie - Taoudeni (N40) - Tessalit (N19)                                                                 | km       |
| N 42 | Gourma-Rharous - Gossi (N16) - Burkina Faso                                                                  | km       |
| N 43 | Ansongo (N17) - Tessit - Niger                                                                               | km       |
| N 44 | Kidal (N18) - Ménaka (N20)                                                                                   | km       |